# Mónosbél
Mónosbél es un pueblo húngaro perteneciente al distrito de Bélapátfalva, condado de Heves.

## Superficie
Cuenta con una superficie de 13,78 km².

## Demografía
Hasta 2024 la población era de 403 habitantes, con una densidad de población de 29,24 hab/km².
| Gráfica de evolución demográfica de Mónosbél entre 2020 y 2024 |
|                                                                |
| Datos según la Oficina Central de Estadística de Hungría.      |